# SuicideGirls
SuicideGirls es un sitio web de fotografía erótica con modelos eróticas alternativas, cuyas chicas tienen un perfil rockero, metalero, gótico o punk. También funciona como una comunidad virtual donde se publican anuncios y perfiles de sus miembros, además de entrevistas con personajes del mundo de la cultura alternativa. El discurso de la empresa hace uso de una retórica profeminista y dice promocionar una forma de poder de la mujer a través del control de su sexualidad.
Acceder a gran parte de este sitio requiere un registro y es de pago. El término alt porn (porno alternativo) ha sido utilizado dentro de los medios y en Internet para describir el estilo de erotismo ofrecido por ésta página y otras similares que han proliferado posteriormente.

## Origen del sitio y el nombre

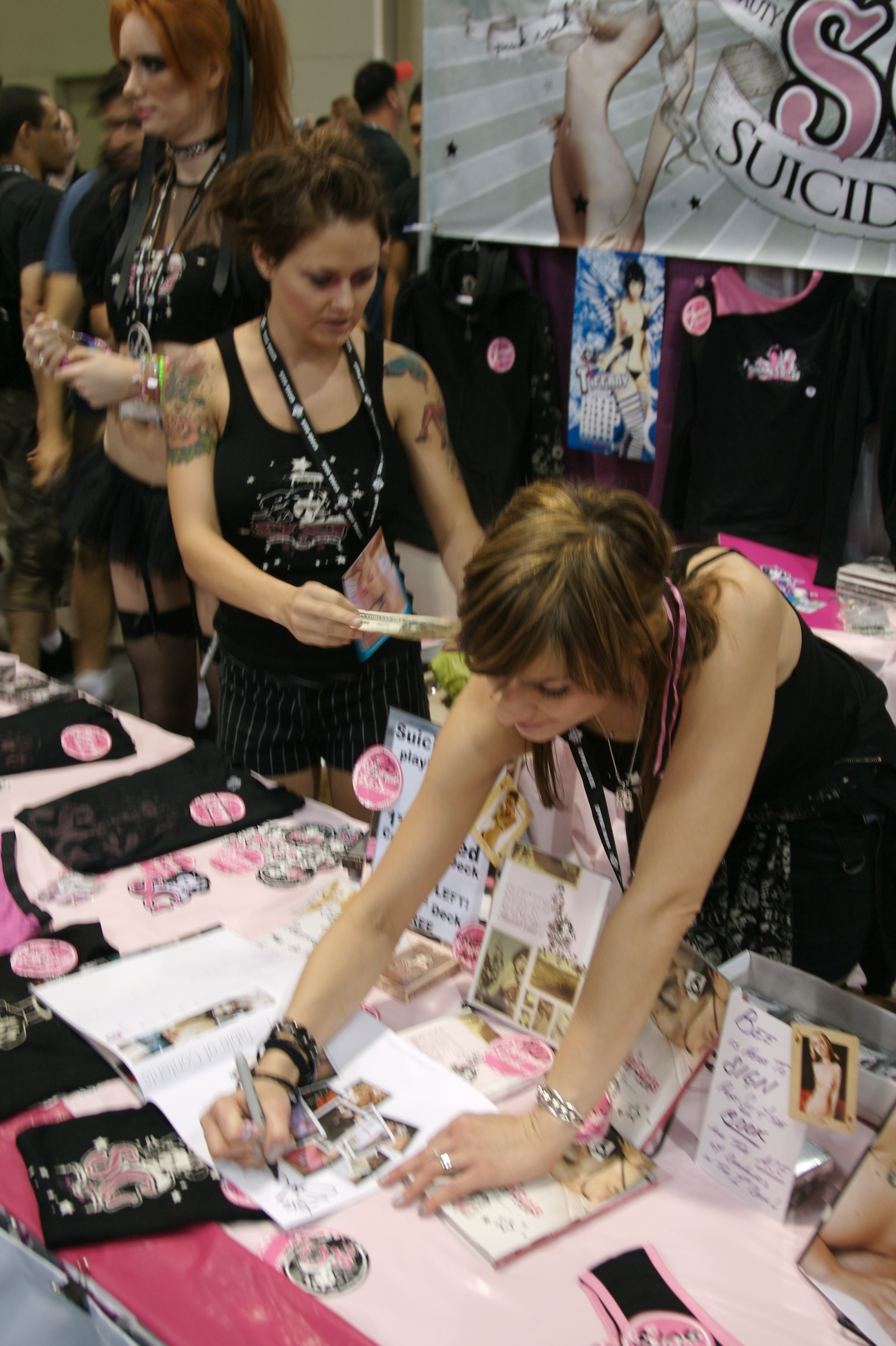
Sam Doumit firmando autógrafos en el estand de las Suicide Girls en el Comiccon de San Diego de 2007.

El sitio SuicideGirls y su concepto fue creado por la empresa SG Services, Inc. y los socios son Sean Suicide (Sean Suhl) y Missy Suicide (Selena Mooney) en el 2001, en Portland, Oregón. En 2003, el lugar de operaciones fue desplazado a Los Ángeles, California. El sitio es privado y sus propietarios son Steve Simitzis (servidor y administrador de SG) y su mujer Olivia Ball (programadora del sitio y una SuicideGirl). Dispone de una serie de moderadores con larga trayectoria en este mundo.
El término Suicide Girl es a menudo acreditado al autor de El club de la lucha, y residente de Portland, Chuck Palahniuk, en su novela Survivor. Selena Mooney confirma esta novela como la fuente del nombre en la sección de preguntas frecuentes de SuicideGirls donde añade:

SuicideGirls es un término que mis amigos y yo hemos estado usando para describir a chicas que vemos en la Plaza Pionner de Portland con monopatines en una mano, menores encapuchadas, escuchando a Ice Cube en sus iPods mientras leen un libro del poeta Nick Cave. Son chicas que no encajan en ninguna sub-cultura convencional y no se definen a sí mismas basándose en gustos como punk, metal, gótico, etc. Pienso que sólo estas clasificaciones identifican a la gente dentro y fuera de la corriente dominante. Es por esto que el sitio es llamado SuicideGirls.

Selena Mooney también afirma que si hubiese sabido en lo grande que su sitio iba a convertirse, habría pensado mejor el nombre. Gran repercusión ha tenido el logo de la página, donde aparece la actriz Sam Doumit, ya que diferentes promociones daban beneficios a aquellas personas que se lo tatuaran en su piel.

## Características del sitio web

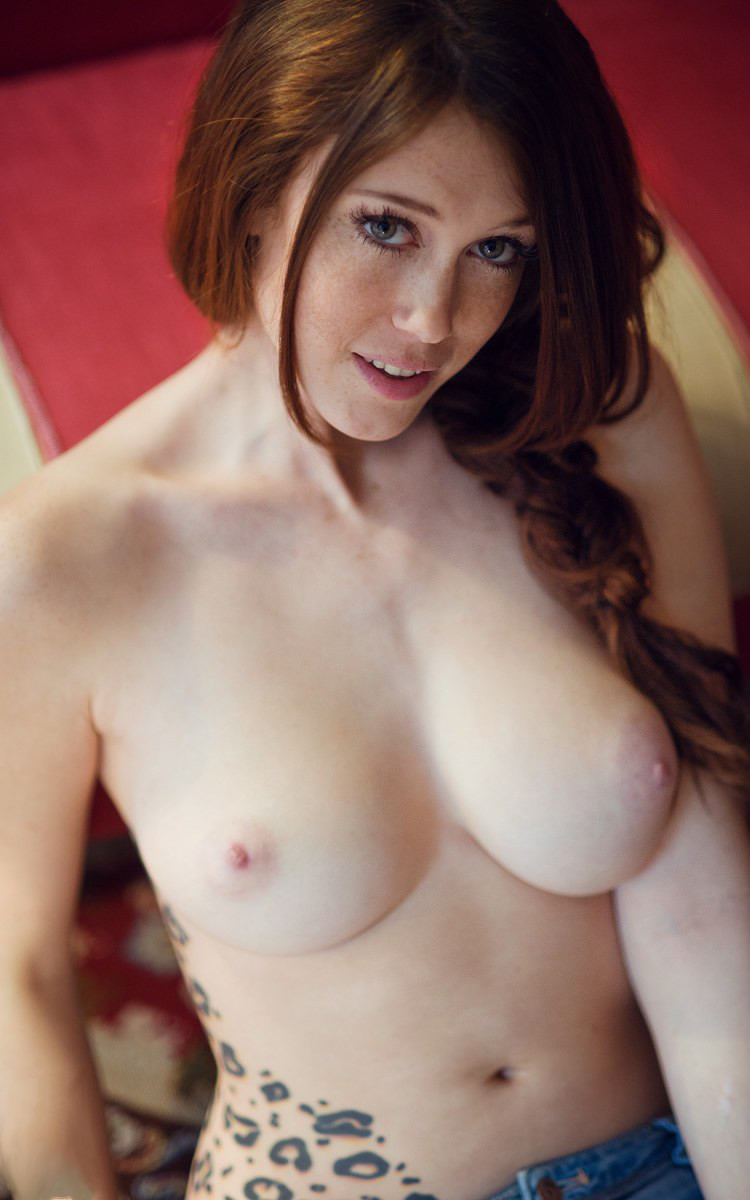
«Chad Suicide», una de las varias modelos de SucideGirls, en una fotografía del sitio

El sitio no busca a sus modelos, sino que éstas se presentan por Internet. La cantidad de presentaciones recibidas con la intención de aparecer en SuicideGirls llega a veces hasta las doscientas semanales. En un principio sólo un par de ellas llegaban a ser aceptadas cada semana, si bien la intención era la de aumentar la admisión hasta alcanzar la de una cada día. 
En marzo de 2006, el sitio afirmó tener un millar de SuicideGirls. Cada una de las chicas, sencillamente, se registra bajo un primer nombre o un nick de una sola palabra. La mayoría de las modelos tiene el pelo teñido y/o multitud de pírsines o tatuajes, lo que contrasta con las chicas bronceadas, siliconadas o rubias de pelo descolorido; estereotipos de la pornografía convencional. 
Las chicas de SG aparecen desnudas en reportajes fotográficos y habitualmente no tienen experiencia como fotomodelos. Tienen entradas diarias que a menudo se actualizan y en las que se tiene acceso a sus pensamientos, instantáneas, anécdotas, enfados, y cualquier otra cosa que la chica quiera incluir. Las SuicideGirls controlan sus propias imágenes y la manera en que son retratadas. El estilo fotográfico generalmente está planteado como un homenaje al clásico arte pin-up centrado en retratos de imágenes de belleza alternativa. 
El tipo de desnudo es meramente artístico; están prohibidas las imágenes de penetraciones. Una SuicideGirl notable es Zia McCabe, la teclista de The Dandy Warhols, quien posteó una serie de fotos desnuda el 8 de marzo de 2005, tomadas mientras estaba embarazada.
Existe también un subgrupo de SuicideBoys, con la misma estructura y estética que SuicideGirls, pero dedicado a potenciales modelos masculinos. Dentro de los muchos grupos temáticos de miembros que existen en la página, SuicideBoys es uno de los más populares, con más de 4500 miembros, junto con el grupo "modelos potenciales".
SuicideGirls informa de que el 43% de los miembros que pagan en el sitio son mujeres (algo que podría ser atípico en página pornográfica normal y corriente), y que las fotografías de desnudos tienen un índice menor del 20% del tráfico de la página. Los miembros en activo a menudo organizan quedadas y eventos fuera de Internet, y la compañía también los patrocina.

## Repercusión mediática
Críticas positivas del sitio SuicideGirls han aparecido en Rolling Stone, Wired, The New Yorker y otras publicaciones; también fue citado en un especial de HBO Real Sex y en Nightline. La revista literaria Fence utilizó a SuicideGirl como cubierta de uno de sus números. La roquera Courtney Love es un miembro de la página, y llevó a varias SuicideGirls durante una aparición en la MTV. Sesenta y seis SuicideGirls aparecieron en el vídeo musical de Probot "Shake Your Blood". También han aparecido en un episodio de la serie de televisión CSI:NY, donde aparecen algunas de las Suicide Girls más veteranas. También han aparecido en la revista Shock en Colombia.

## Críticas
En 2005, un número de modelos remuneradas se "borraron" del sitio, y su calidad de miembros revocada, la alegación se centró alrededor de la censura y del abuso de las modelos por los dueños del sitio. El argumento principal fue el modelo de contrato de SuicideGirls, el cual avisa a sus modelos (incluyendo a modelos anteriores al contrato) desde el trabajo de los sitios competentes o agencias (especialmente aquellas con acuerdos de fotografías de desnudos o erotismo). Numerosos miembros han avisado que sus noticias y posts fueron borrados por criticar a la dirección del sitio.
Adicionalmente, las críticas y reivindicaciones emotivas de que SuicideGirls es deshonesta, siendo un negocio con mujeres y de mujeres, cuando realmente el copropietario del sitio es un hombre llamado Sean Suhl. No hay evidencias, sin embargo, de que la compañía haya alguna vez negado su participación, y él siempre ha sido una personalidad activa en el sitio web. Algunos puntos del formulario de registro de la organización de Oregon [?], el cual lista solamente a Suhl, como prueba de su control total. También se ha notado que este documento no es un indicativo del dueño de la compañía, y solamente denota una especificación de sus responsabilidades legales y financieras.
Muchas de las antiguas modelos se han pasado a un sitio de características similares llamado GodsGirls.

## Borrado de imágenes
También en septiembre de 2005, SuicideGirls anunció que había borrado un elevado número de imágenes de sus páginas, en una tentativa de evitar un escrutinio en el Departamento de Justicia de U.S. también llamado "Guerra a la Pornografía". Las imágenes eliminadas representaban fetichismo y sadomasoquismo y sangre real o simulada o armas. Comunicados del Departamento de Justicia indican que imágenes de ese tipo pueden ser sujeto de persecución legal, aunque SuicideGirls no se haya pronunciado sobre el tema.

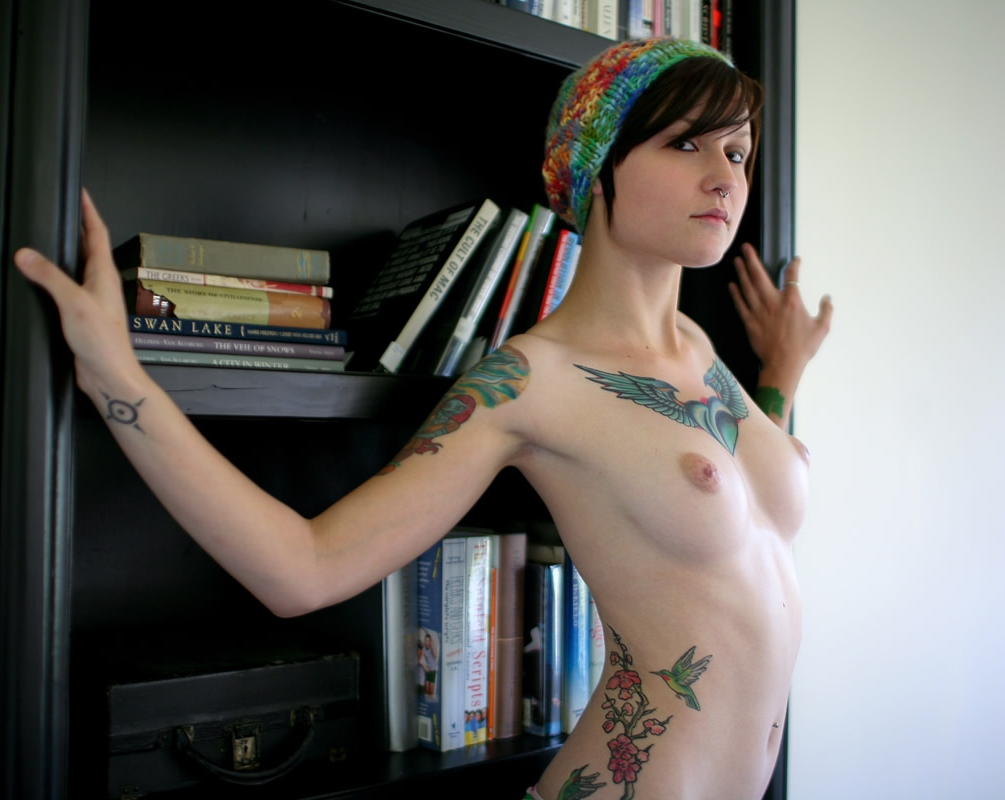
Coley, Hipster
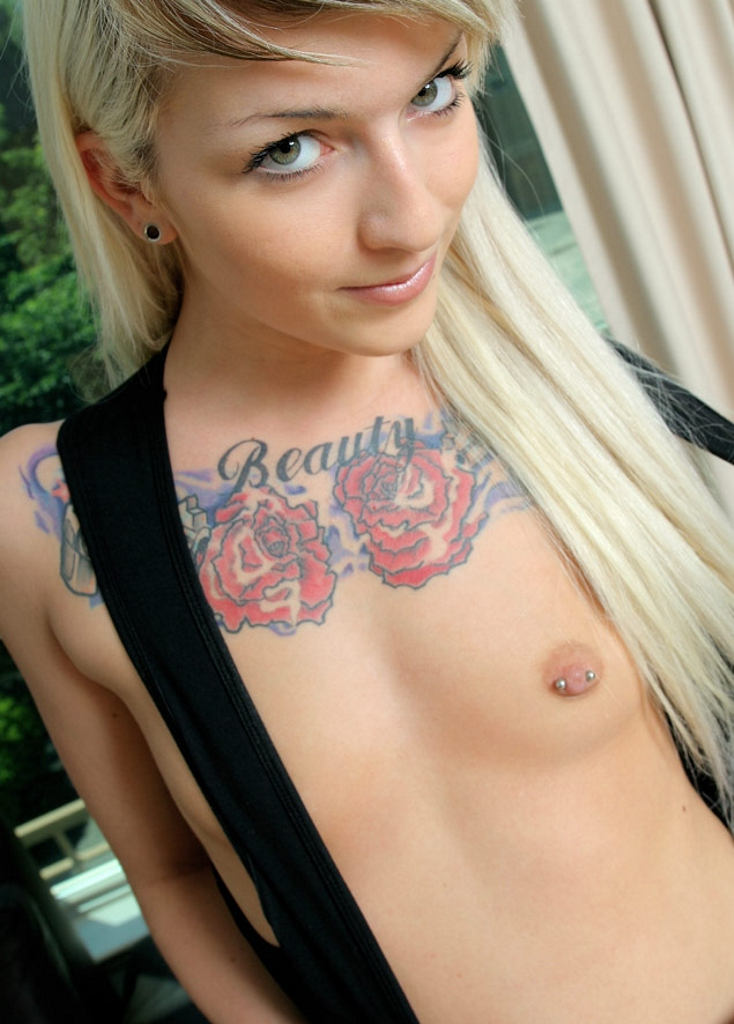
Cianna, tipo Cheerleader
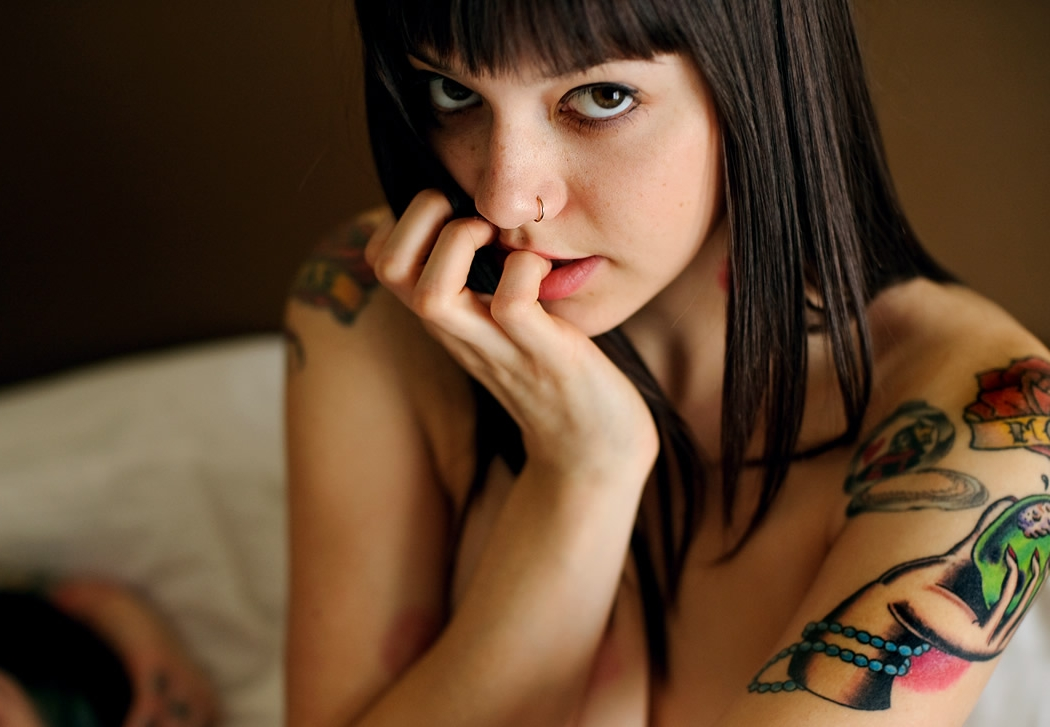
Suicide Girl Rambo, que funciona para SG como supervisor modelo.
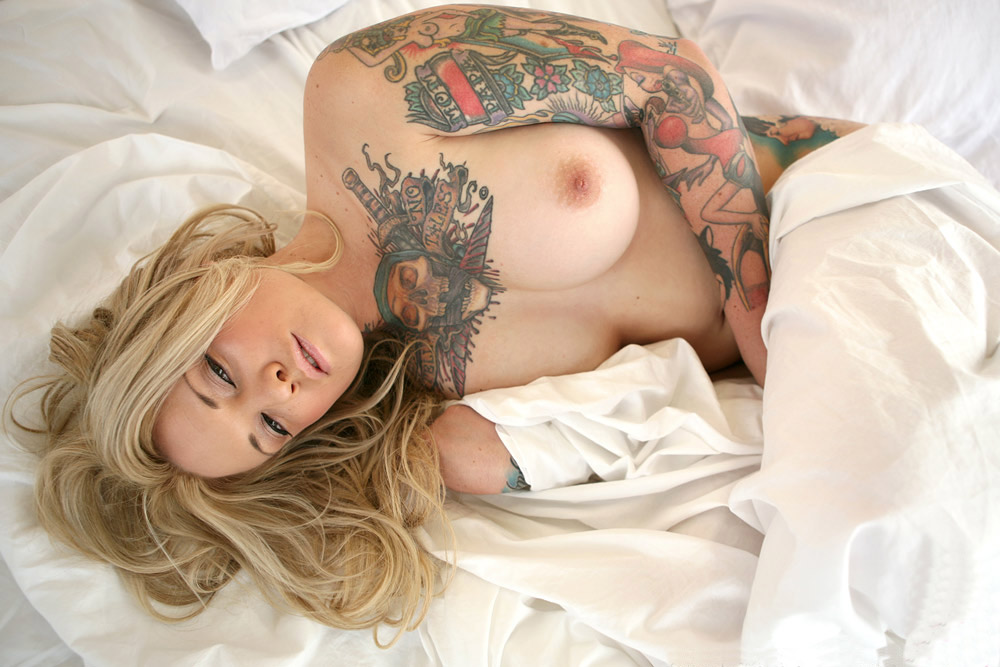
Amina
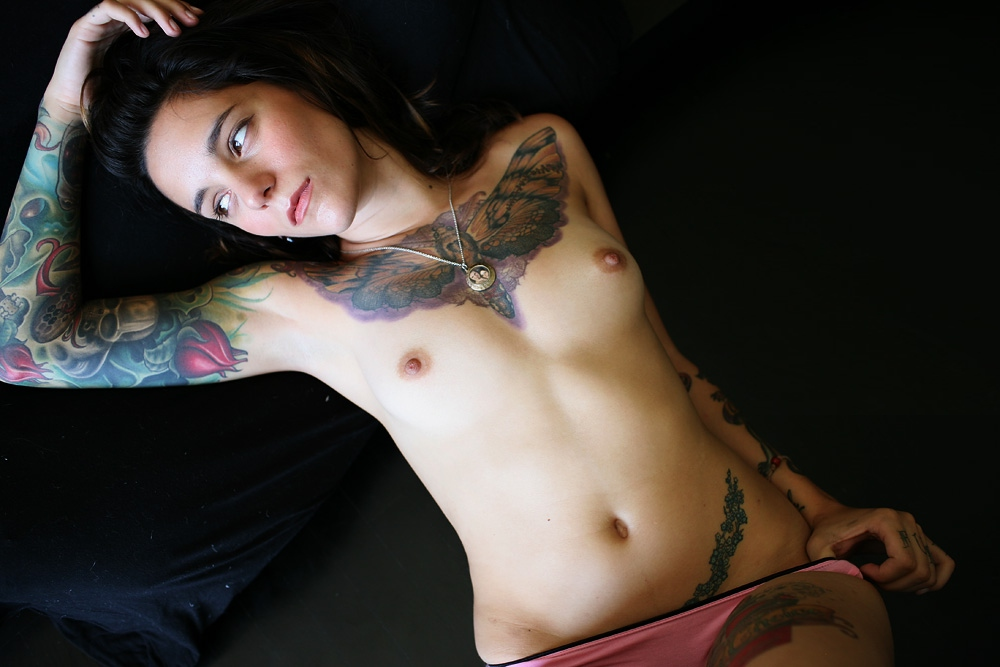
James
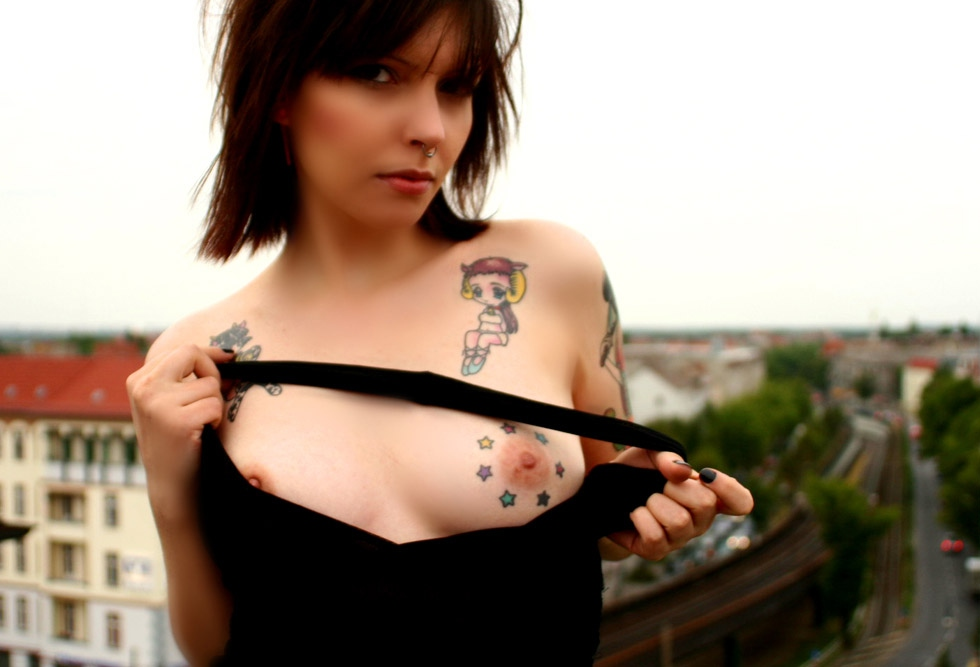
Medeia
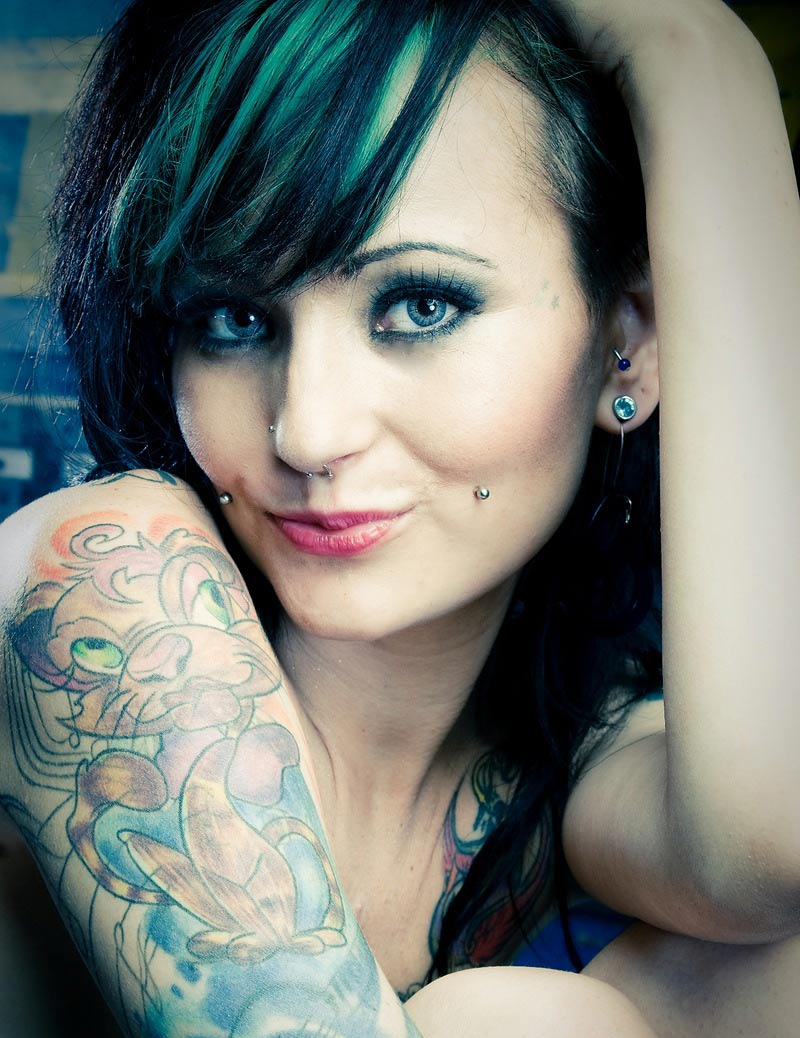
Krito
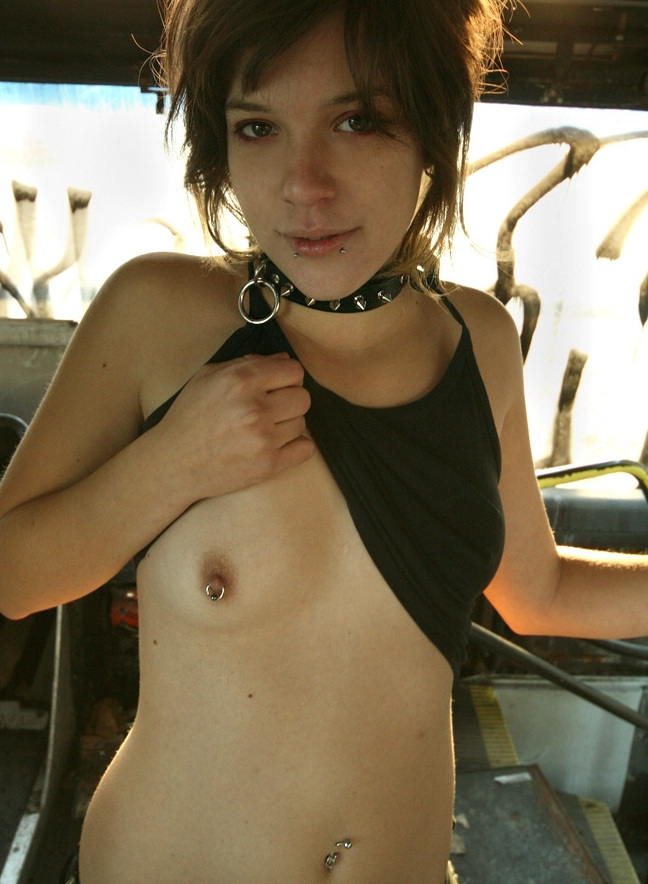
Apathy
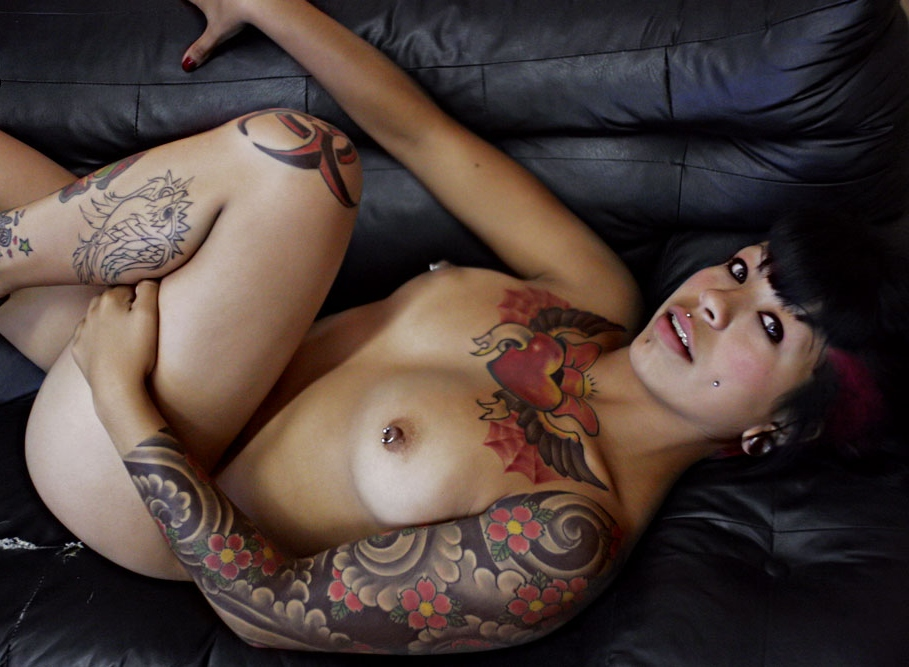
Vivi